# Ото Коцебу
Ото Евстафиевич Коцебу (на руски: Отто Евстафьевич Коцебу, Отто фон Коцебу, на естонски: Otto von Kotzebue) е руски мореплавател и изследовател от естонски произход. Той е руски морски офицер, капитан 1-ви ранг.

## Младежки години (1787 – 1814)
Роден е на 30 декември 1787 година в Ревел (днес Талин), Естония. На 7-годишна възраст постъпва и завършва Петербургския кадетски корпус. От 1803 до 1806 г. участва в първата руска околосветска експедиция под командването на Иван Фьодорович Крузенщерн. През 1808 – 1809 г. се сражава като мичман във войната с шведите – командва трофейния кораб „Фрау Корнелия“. След войната е капитан на военен кораб в Балтийско море.

## Околосветски експедиции (1815 – 1826)
През 1815 – 1818 и 1823 – 1826 извършва две околосветски плавания, по време на които прави множество открития в Океания и по северозападните брегове на Северна Америка.

### Първа експедиция (1815 – 1818)
От 30 юли 1815 до 23 юли 1818 г., на кораба „Рюрик“ (180 т) извършва околосветско плаване, като основната задача на експедицията е търсенето и откриването на Северозападния морски проход от Тихия до Атлантическия океан. За старши офицер на „Рюрик“ е назначен Глеб Семьонович Шишмарьов, за лекар – студента-медик Иван Иванович Ешолц, който по време на плаването се проявява като виден натуралист. В Копенхаген на борда на кораба се качва големия учен-натуралист и талантлив немски поет, французин по произход, Адаллберт (Албер) Шамисо.
Експедицията заобикаля нос Хорн, спира в Консепсион (Чили) и се отправя на запад в Тихия океан. На 16 април 1816 Коцебу третично открива атола Пукапука (14°49′ ю. ш. 138°49′ з. д. / 14.816667° ю. ш. 138.816667° з. д., 5 км2), на 20 април – остров Тикеи (вторично, 14°57′ ю. ш. 144°33′ з. д. / 14.95° ю. ш. 144.55° з. д., 1 км2), на 21 април – атола Такапото (третично, 14°38′ ю. ш. 145°12′ з. д. / 14.633333° ю. ш. 145.2° з. д., 15 км2), на 23 април – атола Арутуа (третично, 15°15′ ю. ш. 146°37′ з. д. / 15.25° ю. ш. 146.616667° з. д., 15 км2), а на 24 април – атола Тикехау (14°59′ ю. ш. 148°09′ з. д. / 14.983333° ю. ш. 148.15° з. д., 20 км2) – всичките в архипелага Туамоту. На 21 май 1816 в Маршаловите о-ви вторично открива атолите Утирик (11°15′ с. ш. 169°48′ и. д. / 11.25° с. ш. 169.8° и. д., 0,9 км2) и атола Така (11°17′ с. ш. 169°37′ и. д. / 11.283333° с. ш. 169.616667° и. д., 0,2 км2). От там се отправя към Руска Америка като изследва северозападните брегове на Северна Америка, където на 31 юли 1816 открива залива Шишмарьов (66°11′ с. ш. 165°56′ з. д. / 66.183333° с. ш. 165.933333° з. д.) и остров Саричев (66°15′ с. ш. 166°04′ з. д. / 66.25° с. ш. 166.066667° з. д.), затварящ го откъм Чукотско море. През август открива големия залив Коцебу (66°25′ с. ш. 162°51′ з. д. / 66.416667° с. ш. 162.85° з. д.) със залива Ешолц (4 август, 66°19′ с. ш. 161°26′ з. д. / 66.316667° с. ш. 161.433333° з. д.) в югоизточната част, п-ов Хорис (66°20′ с. ш. 161°50′ з. д. / 66.333333° с. ш. 161.833333° з. д.66º 20` с.ш., 161º 50` з.д.) и остров Шамисо (66°13′ с. ш. 161°50′ з. д. / 66.216667° с. ш. 161.833333° з. д.). Изследва залива Лаврентия (65°40′ с. ш. 171°07′ з. д. / 65.666667° с. ш. 171.116667° з. д.) на брега на Чукотка, остров Уналашка (от Алеутските о-ви), залива Сан Франсиско и Хавайските о-ви.
През януари и февруари 1817 изследва групата о-ви Радак в Маршаловите о-ви. На 1 януари вторично открива остров Меджит (10°17′ с. ш. 170°52′ и. д. / 10.283333° с. ш. 170.866667° и. д., 0,7 км2), на 4 януари – атола Вотие (третично, 9°26′ с. ш. 170°01′ и. д. / 9.433333° с. ш. 170.016667° и. д., 3,2 км2), на 7 февруари – атола Ерикуб (третично, 9°08′ с. ш. 170°00′ и. д. / 9.133333° с. ш. 170° и. д., 0,6 км2), на 10 февруари – атола Малоелап (третично, 8°45′ с. ш. 171°04′ и. д. / 8.75° с. ш. 171.066667° и. д., 3,8 км2.), на 23 февруари – атола Аур (8°12′ с. ш. 171°06′ и. д. / 8.2° с. ш. 171.1° и. д., 2,2 км2), на 1 март – атола Аилук (вторично, 10°20′ с. ш. 169°56′ и. д. / 10.333333° с. ш. 169.933333° и. д., 2,1 км2) и атола Бикар (12°14′ с. ш. 170°08′ и. д. / 12.233333° с. ш. 170.133333° и. д., 0,2 км2). Коцебу извършва първото научно описание на архипелага, като пребивава на атола Вотие няколко месеца. Той първи изказва правилната идея за произхода на кораловите острови, разработена по-късно от Чарлз Дарвин. След това „Рюрик“ отново се насочва към Берингово море, но поради травма на Коцебу, получена по време на щорм, решава да се връща в родината.
По пътя към Филипините експедицията за трети път изследва Маршаловите о-ви и на 5 ноември 1817 вторично открива атола Ликиеп (9°54′ с. ш. 169°08′ и. д. / 9.9° с. ш. 169.133333° и. д., 4 км2).
По време на плаването е събран огромен научен материал – географски, океанографски и етнографски, който е издаден в тритомен труд през 1821 – 1823 под заглавието: "Путешествие в Южный океан и в Берингов пролив для отыскания северо-восточного морского прохода, предпринятое в 1815, 1816, 1817 и 1818 годах на корабле „Рюрике“, ч. 1 – 3, СПБ, 1821 – 23, второ издание „Путешествие вокруг света“, 2 изд., М., 1948.

### Втора експедиция (1823 – 1826)
От 9 август 1823 до 22 юли 1826 г., извършва ново околосветско плаване на кораба „Предприятие“. Коцебу отново преминава по стария си маршрут покрай нос Хорн и Чили и през март 1824 в архипелага Туамоту открива атолите Факахина (14 март, вторично, 15°59′ ю. ш. 140°08′ з. д. / 15.983333° ю. ш. 140.133333° з. д., 8 км2) и Аратика (15°29′ ю. ш. 145°30′ з. д. / 15.483333° ю. ш. 145.5° з. д., 8,3 км2), а в Дружествените о-ви, на 7 април – остров Моту-Оне (15°49′ ю. ш. 154°32′ з. д. / 15.816667° ю. ш. 154.533333° з. д., 3 км2).
На 18 октомври 1825 в о-вите Ралик в Маршаловите о-ви открива атолите Аилингинае (вторично, 11°08′ с. ш. 166°25′ и. д. / 11.133333° с. ш. 166.416667° и. д., 1,1 км2), Ронгелап (третично, 11°19′ с. ш. 166°47′ и. д. / 11.316667° с. ш. 166.783333° и. д., 3,1 км2) и Бикини (11°36′ с. ш. 165°24′ и. д. / 11.6° с. ш. 165.4° и. д., 2,3 км2).
През 1828 г. изляза от печат книгата му, отнасяща се до второто му плаване: „Путешествие вокруг света на военном шлюпе „Предприятие“ в 1823, 24, 25 и 26 годах под начальством флота капитан-лейтенанта Коцебу“, СПБ, 1828. (второ издание „Новое путешествие вокруг света в 1823 – 1826 гг.“, М., 1959). Освен хидрографски, геофизически и географски сведения, книгата съдържа богати етнографски наблюдения на аборигените от тропическите острови, чукчите, ескимосите в Аляска и калифорнийските индианци.

## Последни години (1826 – 1846)
През 1830 г. Коцебу излиза в оставка поради разклатеното си здраве, установява се в Ревел, където умира на 15 февруари 1846 г. на 58-годишна възраст.

## Памет
Неговото име носят:
- атол Коцебу (Аратика, 15°29′ ю. ш. 145°30′ з. д. / 15.483333° ю. ш. 145.5° з. д.) в архипелага Туамоту;
- залив Коцебу (66°25′ с. ш. 162°51′ з. д. / 66.416667° с. ш. 162.85° з. д.) в Чукотско море, на северозападното крайбрежие на Аляска;
- селище Коцебу (66°54′ с. ш. 162°36′ з. д. / 66.9° с. ш. 162.6° з. д.) на северозападното крайбрежие на Аляска.